# Niara Sudarkasa
Niara Sudarkasa (14 de agosto de 1938 - 31 de maio de 2019) foi uma estudiosa, educadora, africanista e antropóloga americana que possui treze títulos honorários e recebeu quase 100 prêmios cívicos e profissionais. Em 1989, a revista Essence a nomeou "Educadora para os anos 90", e em 2001 ela se tornou a primeira afro-americana a ser instalada como chefe no histórico reino de Ife dos iorubás da Nigéria.

## Biografia
Niara Sudarkasa nasceu Gloria Albertha Marshall em 14 de agosto de 1938, em Fort Lauderdale, Flórida. Niara era uma aluna talentosa que pulou várias séries no ensino fundamental. Ela se formou no ensino médio e aceitou a admissão antecipada na Fisk University com uma bolsa da Fundação Ford quando tinha 15 anos. Ela deixou o Fisk e se transferiu para o Oberlin College, onde obteve seu diploma de bacharel em 1957.  Ela recebeu seu mestrado em antropologia pela Universidade de Columbia. Ao completar seu Ph.D. ela lecionou na Universidade de Columbia, tornando-se a primeira mulher afro-americana a lecionar lá quando obteve seu doutorado em 1964.
Logo após obter seu doutorado, Sudarkasa foi nomeada professora assistente de antropologia na Universidade de Nova York, a primeira mulher negra a ocupar esse cargo. Ela também foi a primeira afro-americana a ser nomeada para o Departamento de Antropologia da Universidade de Michigan em 1969. Enquanto em Michigan, ela se envolveu em direitos civis e questões estudantis. Quando ela deixou Michigan em 1986, Sudarkasa se tornou a primeira mulher a servir como presidente da Lincoln University na Pensilvânia.
Durante a presidência de Surdarkasa na Lincoln University, a escola aumentou as matrículas, fortaleceu seus programas de graduação e internacionais e colocou em prática um ambicioso esforço de recrutamento de minorias. 
No final da década de 1990, depois que preocupações com o uso indevido de fundos universitários, nepotismo e outras irregularidades financeiras levaram o estado a reter sua contribuição orçamentária de US$ 11 milhões, Sudarkas renunciou à Lincoln University. Ela foi sucedida pelo presidente interino James Donaldson, e depois por Ivory Nelson.
Niara Sudarkasa foi a Distinguished Scholar-in-Residence na African-American Research Library and Cultural Center em Fort Lauderdale, Flórida, e fez parte do conselho de administração de várias organizações, incluindo a Academy for Educational Development . Seus documentos pessoais podem ser encontrados nas Coleções e Arquivos Especiais da Biblioteca de Pesquisa Afro-Americana e do Centro Cultural.
Sudarkasa morreu em 31 de maio de 2019 aos 80 anos.